# الساندرو سبافو
الساندرو سبافو (انگلیسی: Alessandro Sbaffo؛ زادهٔ ۲ اوت ۱۹۹۰) بازیکن فوتبال اهل ایتالیا است.
از باشگاه‌هایی که در آن بازی کرده‌است می‌توان به باشگاه فوتبال رجینا، باشگاه فوتبال آسکولی، باشگاه فوتبال کیه‌وو ورونا، باشگاه فوتبال پیاچنزا، باشگاه فوتبال لاتینا، باشگاه فوتبال کومو، و باشگاه فوتبال آولینو اشاره کرد.
وی همچنین در تیم ملی فوتبال Italy U21 Serie B بازی کرده‌است.